# Jonay Briedenhann
Jonay Stephanie Briedenhann, née le 1er mars 1990 en Afrique du Sud, est une nageuse namibienne.

## Carrière
Jonay Briedenhann est médaillée d'argent du 100 mètres dos  aux Championnats d'Afrique de natation 2008 à Johannesbourg.